# Zełene (rejon waraski)
Zełene (ukr. Зелене) – wieś na Ukrainie, w obwodzie rówieńskim, w rejonie waraskim, w hromadzie Włodzimierzec. W 2001 roku liczyła 847 mieszkańców.
Do 1946 roku miejscowość nosiła nazwę Andruha (ukr. Андруга).